# Kalasinda, Channarayapatna
Kalasinda là một làng thuộc tehsil Channarayapatna, huyện Hassan, bang Karnataka, Ấn Độ.